# Подвійний гріх та інші історії
«Подвійний гріх та інші історії» (англ. Double Sin and Other Stories) — збірка оповідань англійської письменниці Агати Крісті. Вперше опублікована у США видавництвом Dodd, Mead and Company у 1961 році. Збірка містить вісім оповідань, не видавалась у Великій Британії, але всі твори з неї були видані в інших збірках.

## Список оповідань
1. Подвійний гріх (англ. Double Sin);
2. Осине гніздо (англ. Wasp's Nest);
3. Крадіжка королівського рубіна (англ. The Theft of the Royal Ruby)[a];
4. Кравчині ляльки (англ. The Dressmaker's Doll);
5. Грінсвейс Фолі (англ. Greenshaw's Folly);
6. Подвійний Ключ (англ. The Double Clue);
7. Останній Сеанс (англ. The Last Seance);
8. Святилище (англ. Sanctuary).

## Виноски
1. ↑  Також відомий як «Пригоди Різдвяного пудингу».